# Sonic Drift 2
Sonic Drift 2 (ソニックドリフト２?, Sonikku Dorifuto Tsū), pubblicato in Europa come Sonic Drift Racing, è un simulatore di guida arcade della serie Sonic the Hedgehog, sviluppato e pubblicato da Sega per la console portatile Game Gear nel 1995. È il secondo gioco della saga a trattare il genere delle corse e rappresenta il sequel di Sonic Drift, uscito l'anno prima. Il 14 novembre 2012, il gioco è stato reso disponibile per la console Nintendo 3DS in Giappone attraverso il servizio Virtual Console. Il 4 luglio 2013 questa versione è stata distribuita anche in Nord America, in Europa e in Australia.
Questo gioco sviluppa le basi del primo capitolo, e proprio come quest'ultimo è un gioco arcade di corse simile alla serie di Mario Kart. Il giocatore deve vincere tre diversi titoli Gran Premi chiamati Chaos GP. Ci sono sette personaggi tra cui scegliere, ognuno con il proprio veicolo e abilità uniche. Il gioco offre un gran numero di circuiti, diversi per struttura e caratteristiche.
Sonic Drift 2 è stato sviluppato da Sega dopo l'uscita del titolo originale e, a differenza di esso, è stato pubblicato non solo in Giappone, ma anche in altri Paesi. L'accoglienza è stata per lo più accolta positivamente dalla stampa videoludica. I recensori hanno elogiato il gameplay e la musica ritenendole caratteristiche avvincenti, mentre hanno criticato negativamente i problemi con la grafica e il sistema di controllo.

## Modalità di gioco
Sonic Drift 2, proprio come il primo capitolo, è un gioco di corse arcade in cui è possibile scegliere tra diversi personaggi con i propri veicoli e abilità uniche. Secondo la trama del gioco, il Dr. Eggman ha rubato nuovamente i Chaos Emerald, e ora è aiutato dal robot Metal Sonic. In compenso, alla squadra di Sonic the Hedgehog si unisce Knuckles the Echidna, ed insieme decidono di rimpadronirsi delle preziose gemme, vincendo tre Gran Premi.
Il gioco presenta una modalità chiamata Chaos GP. In essa, bisogna superare tre diversi Gran Premi, in cui il giocatore riceve i Chaos Emerald di colore viola, bianco e blu. In ogni competizione, si avrà il compito di percorrere sei diverse piste, che potranno essere chiuse con più curve o aperte. Come nel titolo originale, lungo i tracciati sono sparsi degli oggetti bonus che se raccolti daranno al giocatore ulteriori vantaggi. Lungo le piste si potranno raccogliere degli anelli, che verranno usati per sfruttare una tecnica speciale, la quale costerà due unità (tre nel solo caso di Metal Sonic). In caso di collisione con uno degli ostacoli, con un avversario o con un forte sbandamento, si perde un anello. Sulle piste si possono anche trovare diversi oggetti bonus. Il monitor rosso fornisce al personaggio controllato un'accelerazione a breve termine. Il monitor blu dona l'invulnerabilità, in modo che quando il giocatore si scontra con gli ostacoli, non perde velocità e continua a gareggiare. La molla consente di rimbalzare e aumentare la propria velocità di guida, oltre a prendere le curve automaticamente. Il monitor giallo, come la molla, solleva il veicolo, ma il giocatore stesso può attivarne l'azione quando più lo ritiene opportuno. La palla lancia il personaggio a una certa distanza. Il monitor nero permette di sganciare una bomba, che in caso di collisione fermerà l'avversario e gli farà perdere un anello. La stella trasforma brevemente lo schermo di colore bianco, rendendo difficile la visione. L'icona con la lettera "R" cambia le manovre in maniera speculare: quando si dovrà girare a sinistra, il personaggio girerà a destra e viceversa.
Il personaggio che si qualifica al primo posto in una gara riceve tre punti, il secondo due, il terzo uno e il quarto zero. Vince il concorrente che completa il Gran Premio con più punti raccolti. Dopo aver superato l'ultimo Gran Premio blu, se si gioca come Sonic, Tails, Knuckles o Amy e il giocatore si piazza al primo posto su tutte e sei i tracciati, dovrà sconfiggere Eggman nella gara sulla pista Death Egg nel Final GP. Al contrario, se si effettuano le stesse azioni vestendo i panni di Eggman, Metal Sonic o di Fang, nell'ultima gara bisognerà battere Sonic. Dopo aver vinto, il giocatore vedrà il finale e i crediti con i nomi degli sviluppatori.
Oltre a Chaos GP, il gioco presenta le modalità Free Run e Versus. Nella prima, il giocatore può scegliere il personaggio e la pista, oltre a vedere i record di gioco. Non ci sono rivali in questa modalità. Versus è una modalità a due giocatori. Per quest'ultima è necessario collegare due Game Gear con un cavo VS. Nelle successive riedizioni del gioco, il multiplayer è possibile grazie ad un secondo gamepad collegato alla console. Nel menu Option, il giocatore può cambiare il livello di difficoltà, ma al contrario del Sonic Drift originale, non si può ascoltare la musica del gioco.

### Personaggi
In Sonic Drift 2, il giocatore può scegliere uno dei sette personaggi disponibili fin dal principio. Ciascuno di essi ha il proprio veicolo, diverso per accelerazione, velocità e controllo.
- Sonic the Hedgehog (ソニック・ザ・ヘッジホッグ?, Sonikku za Hejjihoggu): Proprietario del "Cyclone"[18], che ha una velocità elevata e un'accelerazione rapida, ma scarso controllo. La sua tecnica speciale permette di ottenere un'accelerazione a breve termine[20][1].

- Miles "Tails" Prower (マイルス"テイルス"パウアー?, Mairusu "Teirusu" Pauā): Il proprietario del veicolo denominato "MTP-02 Wheelwind S7"[18], che ha velocità, accelerazione e manovrabilità medie. La sua tecnica speciale consente di saltare, guadagnando alta velocità e la capacità di prendere le curve automaticamente[20][1].

- Knuckles the Echidna[N 1] (ナックルズ・ザ・エキドゥナ?, Nakkurusu za Ekiduna): Possiede un fuoristrada chiamato "Tempest"[18], che ha caratteristiche di velocità, accelerazione e maneggevolezza nella media. La sua tecnica speciale permette di saltare, guadagnare alta velocità e la facoltà di prendere le curve automaticamente[20][1].

- Amy Rose (エミー・ローズ?, Emī Rōzu): La proprietaria di un'auto chiamata "Breeze"[18], che ha una buona accelerazione, una velocità bassa e una maneggevolezza media. La sua tecnica speciale la vede lanciare un cuore, che in caso di collisione con l'avversario, questo perde velocità[20][1].

- Dr. Eggman (ドクター・エッグマン?, Dokutā Egguman): Guida l'"Egg Typhoon"[18], che accelera lentamente, ma ha una buona velocità e un'eccellente maneggio. La sua tecnica speciale concede di sganciare una bomba, che in caso di contattato con l'avversario, questo perde sia velocità che un anello[20][1].

- Metal Sonic[N 2] (メタル・ソニック?, Metaru Sonikku): Ha un veicolo chiamato "Blue Devil"[18], che ha una velocità e un'accelerazione molto elevate, ma una maneggevolezza molto scarsa. La sua tecnica speciale permette di ottenere un'accelerazione a breve termine[20][1].

- Fang the Sniper (ファング・ザ・スナイパー?, Fangu za Sunaipā): Guida la "Marvelous Queen"[18], che ha una velocità e un'accelerazione elevate, ma scarso controllo. La sua tecnica speciale consente di far cadere una palla, che in caso di collisione con l'avversario, questo perde sia velocità che un anello[20][1].

### Piste
La maggior parte delle piste da corsa in Sonic Drift 2 sono zone già apparse nei precedenti capitoli della serie. In totale, sono presenti diciotto piste, sei in ogni Gran Premio.
| Purple GP      | White GP       | Blue GP       |
| -------------- | -------------- | ------------- |
| Emerald Hill 1 | Desert Road 2  | Dark Valley 2 |
| Hill Top 1     | Rainy Savanna  | Quake Cave    |
| Dark Valley 1  | Ice Cap        | Balloon Panic |
| Casino Night   | Hill Top 2     | Emerald Ocean |
| Desert Road 1  | Mystic Cave    | Milky Way     |
| Iron Ruin      | Emerald Hill 2 | Death Egg     |

## Sviluppo e pubblicazione
Come il precedente capitolo della serie, Sonic Drift 2 è stato sviluppato da Sega. Lo studio ha utilizzato nel sequel delle meccaniche di gioco simili a quelle del prequel, che sono rimaste praticamente invariate, tuttavia è stato aumentato il numero di personaggi giocabili, tracciati e bonus, tenendo così conto dei desideri di critica e dei giocatori, correggendo gli errori del predecessore. La maggior parte delle piste da corsa sono state create sulla base dei livelli di Sonic the Hedgehog 2 e Sonic the Hedgehog 3. Anche durante lo sviluppo, designer e artisti hanno prestato attenzione ai veicoli dei personaggi, per i cui quali sono state adottate auto reali come modello di riferimento. Quindi, la base del veicolo di Sonic, il "Cyclone", è stata presa dalla Ferrari F40; l'MTP-02 Wheelwind S7 di Tails è basato sulle vetture prodotte dalla Caterham Cars; mentre la Tempest di Knuckles ha come modello di riferimento l'Hummer H1. I nomi dei veicoli di tutti i personaggi, ad eccezione di Fang e Metal Sonic, sono associati al vento, proprio come nel gioco precedente.
La colonna sonora di Sonic Drift 2 è stata realizzata dai compositori Masayuki Nagao e Saori Kobayashi. Sebbene il gioco utilizzi brani musicali originali, la melodia dell'invincibilità di Sonic & Knuckles la si può udire nella gara finale o quando si utilizza il monitor blu dell'invulnerabilità.
Il gioco è stato pubblicato il 17 marzo 1995 in Giappone. Inoltre, a differenza del primo capitolo, Sonic Drift 2 è stato distribuito in altri Paesi. Così nello stesso mese uscì in Europa, dove il nome fu cambiato in Sonic Drift Racing dato l'assenza del gioco originale in questa regione. Nel novembre dello stesso anno, Sonic Drift 2 giunse anche in Nord America e, come nei paesi europei, nel gioco viene utilizzato il nome Eggman, ma nel manuale è indicato anche come Robotnik, rimanendo coerente con la traduzione adottata precedentemente nei giochi usciti negli anni '90.
Successivamente Sonic Drift 2 è stato inserito in varie compilation. Così, è apparso nel 2003 come un minigioco sbloccabile in Sonic Adventure DX: Director's Cut per GameCube e Windows, e nel 2005 fu incluso in Sonic Gems Collection per GameCube e PlayStation 2. Esiste inoltre una conversione non ufficiale per la console portatile Master System, uscita il 2 giugno 2009 ad opera dell'utente italiano Shibunoa. Il 14 novembre 2012 è stato reso disponibile per la console Nintendo 3DS in Giappone attraverso il servizio Virtual Console. Il 4 luglio 2013 questa versione è stata distribuita anche in Nord America, Europa e Australia. Il gioco è stato incluso anche in Sonic Origins Plus (2023) per PlayStation 4, PlayStation 5, Xbox One, Xbox Series X, Nintendo Switch e Windows.

## Accoglienza
| Testata       | Giudizio |
| ------------- | -------- |
| AllGame       | 3/5      |
| CVG           | 91/100   |
| EGM           | 7/10     |
| Famitsū       | 19/40    |
| GamePro       | 4/5      |
| Shin Force    | 8.7/10   |
| Mega Fun      | 6.7/10   |
| Sega-Mag      | 6/100    |
| Mean Machines | 74/100   |

Sonic Drift 2 ha ricevuto recensioni contrastanti da parte della critica, ma la maggior parte di esse sono state positive. Molti recensori hanno notato che rispetto al primo gioco, il sequel si è rivelato molto più interessante. Il sito GamesRadar+ ha inserito Sonic Drift 2 al trentunesimo posto nella lista dei "migliori giochi per Sega Game Gear di tutti i tempi".
Mark Patterson della rivista Computer and Video Games ha avuto un'opinione simile al riguardo. Un critico di Shin Force ha elogiato la grafica, i controlli e la musica decenti e ha definito il gioco "divertente", osservando che i fan del genere lo avrebbero adorato, dandogli così 8,7 punti su 10. I giornalisti Gus Swan e Steve Merrett di Mean Machines hanno elogiato il titolo arcade per il suo buon rapporto qualità prezzo e la modalità multiplayer, per la quale era possibile acquistare un cavo speciale per collegare due Game Gear. Un critico di GamePro ha affermato che Sonic Drift 2 era il miglior gioco di corse per Game Gear grazie al suo gameplay divertente e ai vari bonus presenti sulle piste, ed è stato valutato con 4 stelle su 5.
Alcuni del settore hanno ritenuto che Sonic Drift 2 non offrisse nulla di nuovo rispetto al suo predecessore. Ad esempio, un recensore della testata Electronic Gaming Monthly ha valutato il gioco 7 su 10 e lo ha definito un "clone di Mario Kart". Il giornalista trovò che i personaggi durante le gare differivano poco nelle loro abilità, ma elogiò la presenza di Metal Sonic. Inoltre, ha affermato che Sonic Drift 2 sarebbe stato sviluppato meglio per la console Sega Saturn e ha criticato la grafica "fastidiosa", ma nel complesso ha definito il gioco "non il migliore, ma bello". Un critico di Mega Fun ha ritenuto che i cambiamenti apportati nel sequel fossero principalmente di natura quantitativa: c'erano più personaggi e i tracciati erano più difficili. Il sistema di controllo venne definito semplice, proprio come la controparte originale. Di conseguenza, il gioco è stato valutato a 6,7 punti su 10 e considerato come "una buona scelta per coloro a cui piace Sonic". Un giornalista di Sega-Mag, proprio come il suo prequel, ha assegnato a Sonic Drift 2 un punteggio di 6 punti su 10, sostenendo che fossero stati apportati pochi cambiamenti nel gioco e che soffriva ancora di molte carenze. Famitsū lo valutò con 19 punti su 40 mentre AllGame gli conferì tre stelle su cinque.
Le recensioni di Sonic Drift 2 quando venne incluso in Sonic Gems Collection furono negative. L'editorialista Ryan Davis di GameSpot ha definito le partite "ingiocabili" a causa dei controlli scomodi e della scarsa qualità grafica. Tom Bromwell di Eurogamer affermò di aver trovato una grafica e delle animazioni scadenti come i principali difetti, reputando che il simulatore, così come tutti gli altri giochi per Game Gear, "sembrava terribile su un grande schermo TV". Anche Juan Castro di IGN ha criticato la grafica, ma ha affermato che Sonic Drift 2, sebbene non fosse un gran gioco, era una bella aggiunta alla collezione.